# أل قاولد
أل قاولد (بالإنجليزية: Al Gould)‏ هو لاعب كرة قاعدة أمريكي، ولد في 20 يناير 1893 في موسكاتاين في الولايات المتحدة، وتوفي في 8 أغسطس 1982 في سان خوسيه في الولايات المتحدة.

## وصلات خارجية
- أل قاولد على موقعبيزبول رفرنس.كوم (الدوري الرئيسي) (الإنجليزية)
- أل قاولد على موقعبيزبول رفرنس.كوم (الدوري الثانوي) (الإنجليزية)